# S/2008 (2006 SF369) 1
S/2008 (2006 SF369) 1, também escrito como S/2008 (2006 SF369) 1, é o objeto secundário do corpo celeste denominado de 2006 SF369. Ele é um objeto transnetuniano que tem cerca de 141 km de diâmetro e orbita o corpo primário a uma distância de 3 120 ± 80 km.

## Descoberta
S/2008 (2006 SF369) 1 foi descoberto no dia 13 de novembro de 2007 pelos astrônomos K. S. Noll, S. D. Kern, W. M. Grundy, H. F. Levison e E. A. Barker através do Telescópio Espacial Hubble e sua descoberta foi anunciada em 19 de fevereiro de 2008.